# كلود بارتيلمي
كلود بارتيلمي (بالفرنسية: Claude Barthélemy)‏ هو مدرب كرة قدم ولاعب كرة قدم هايتي في مركز الهجوم، ولد في 9 مايو 1945 في كاب هايتيان في هايتي، وتوفي في 6 أبريل 2020 في نيوجيرسي في الولايات المتحدة. شارك مع منتخب هايتي لكرة القدم. أما مع النوادي، فقد لعب مع ديترويت كوجرز.

## وصلات خارجية
- كلود بارتيلمي على موقع الاتحاد الدولي (مؤرشف)  (الإنجليزية)
- كلود بارتيلمي على موقع ناشيونال فوتبول تيمز (الإنجليزية)
- كلود بارتيلمي على موقع Soccerway.com (الإنجليزية)
- كلود بارتيلمي على موقع عالم كرة القدم.نت (الإنجليزية)